# 8685 Fauré
8685 Fauré è un asteroide della fascia principale. Scoperto nel 1992, presenta un'orbita caratterizzata da un semiasse maggiore pari a 2,2075808 UA e da un'eccentricità di 0,0456922, inclinata di 0,89469° rispetto all'eclittica.